# National Film and Television School
La National Film and Television School (NFTS) est une école de cinéma créée en 1971. Ses locaux sont situés dans les studios de Beaconsfield, dans le Buckinghamshire, près des célèbres Studios Pinewood.

## Histoire
La National Film School (son nom original) ouvre ses portes en 1971, après quatre ans d'efforts pour créer une institution encourageant les nouveaux talents du cinéma anglais. 
En 1970, Colin Young (qui présidera plus tard le département d'études théâtrales à l'université de Californie) fut le premier directeur de l'École. Le NFS achète un ancien local des Beaconsfield Film Studios, dans le Buckinghamshire, qu'il remet aux normes. Young crée quatre départements permanents - production, caméra, montage et son. La première promotion, qui compte 25 étudiants, franchit les portes de studio en 1971.
Le programme d'études était alors peu structuré : quelques séminaires et des ateliers sont organisés mais les étudiants consacrent la majeure partie de leur temps à faire des films. Au début des années 1980, Young estime que ce système ne sert plus l'intérêt des élèves et met en place un programme plus structuré. Les liens avec l'industrie cinématographiques sont renforcés : les films des élèves se font avec des contraintes financières et logistiques ressemblant à celles qu'ils retrouveront dans le milieu du travail. 
En 1982, l'école change son nom et devient la National Film and Television School, en partie car beaucoup de ses diplômés ont poursuivi leur carrière à la télévision. Cette même année, l'école lance un projet pilote de formation continue qui conduit à la création de la National Short Course Training Programme (aujourd'hui appelé ShortCourses @ NFTS), délivrant un enseignement croisé sur tous les domaines de la production cinématographique et télévisuelle. Au début des années 1990, l'école change son enseignement sur le modèle de La Fémis en France, en demandant à ses étudiants de spécialiser au moment de l'entrée. La première année offre un cursus général, suivie au cours des deux années de formation spécifique dans l'un des dix domaines enseignés (réalisation, scénario, montage, image, son, animation, conception et réalisation de documentaires et la composition musicale). 
Colin Young prend sa retraite en 1992 et est remplacé par Henning Camre, alors directeur de la Danish Film School. Camre équilibre les enseignements des dix domaines de spécialité, et nomme des directeurs de départements chargés d'élaborer un programme spécifique à leurs étudiants. 
Camre laisse sa place en 1998 à Stephen Bayly, un ancien étudiant de l'école devenu producteur de films. Bayly ramena la durée des études de 3 à 2 ans. Il travailla également à « institutionnaliser » l'enseignement de l'école en demandant au Royal College of Art de valider les cours de l'École.
En septembre 2003, Nik Powell, un des principaux producteurs du Royaume-Uni, prend la relève de Bayly. Powell élargit le programme en introduisant de nouveaux cours (portant, par exemple, sur les effets spéciaux ou diverses master-class). Powell noue une série d'accords de développement avec les diffuseurs et sociétés de production indépendantes pour aider les nouveaux diplômés de l'école à commencer leur carrière. Un accord est trouvé avec le NESTA (National Endowment for Science, Technology and the Arts) pour lancer un programme de soutien aux diplômés de toutes les écoles de cinéma du Royaume-Uni afin d'apporter un soutien aux nouvelles entreprises débutant dans l'industrie cinématographique. 
Aujourd'hui, la NFTS compte environ 160 étudiants à temps plein, auxquels s'ajoutent les étudiants de la formation continue (des professionnels en activité) et un millier d'étudiants venus pour des séminaires de courte durée. L'école peut se targuer d'être la seule école de cinéma au Royaume-Uni à avoir ses propres studios et à posséder des moyens proches des compagnies professionnelles. Une centaine de films sont tournés chaque année à l'école.

### Formation initiale
La NFTS délivre des enseignements sur deux ans, validés par le Royal College of Art :
- Animation
- Image
- Composition de musique de films
- Post-Production virtuelle
- Réalisation de fictions
- Réalisation de documentaires
- Montage
- Production cinématographique
- Production et réalisation de programmes télévisuels
- Décor
- Scénario
- Effets spéciaux
- Son et mixage

Des parcours d'un an sont également proposés, dans les sections suivantes :
- Direction de production
- Développements de scénario
- Enregistrement sonore

La NFTS propose également un atelier sur le documentaire chaque année, en été. 

### Formation continue
Des stages de courte durée, destinés aux professionnels sont proposés dans les domaines suivants :
- Documentaire
- Drame
- Commerce et entrepreneuriat
- Camera & Son
- Montage
- Art & décor
- Métiers techniques (machinerie, etc.).

## Anciens élèves

### Animation
- Nick Park (Chicken Run, Wallace et Gromit)
- Alison Snowden and David Fine (Bob and Margaret, Bob's Birthday)
- Tony Collingwood, Collingwood O'Hare Ltd, (Dennis and Gnasher, Yoko! Jakamoko! Toto!)
- Sue Loughlin

### Image
- Roger Deakins (Jarhead, A Beautiful Mind, Fargo)
- David Tattersall (Die Another Day,  Star Wars - Episodes I, II and III)
- Andrzej Sekula (Pulp Fiction, American Psycho, Reservoir Dogs)
- Alwin Kuchler (Code 46, The Mother, Ratcatcher, Morvern Callar)
- Charlotte Bruus Christensen (Le Chasse, Life, Loin de la foule déchaînée )

### Réalisation
- Mark Herman (Little Voice, Brassed Off)
- Michael Caton-Jones (Memphis Belle, This Boy's Life)
- Terence Davies (Distant Voices, Still Lives, The Neon Bible)
- Michael Radford (Le Facteur, Le Marchand de Venise (The Merchant of Venice)
- Lynne Ramsay (Ratcatcher, Morvern Callar)
- David Yates (Harry Potter et l'Ordre du phénix)
- Beeban Kidron (Bridget Jones: The Edge of Reason, Hippie Hippie Shake)
- Noémie Saglio (Toute première fois, Connasse, princesse des cœurs)
- Anthony Waller (An American Werewolf in Paris, Témoin muet)
- Ernest Abbeyquaye (A Mother's Revenge, The Other Side of the Rich, Confessions)

### Réalisation de programmes télévisuels
- Charles McDougall (Desperate Housewives, Queer as Folk, Hillsborough)
- David Yates (Jeux de pouvoir (State of Play), Rencontre au sommet)
- Joanna Hogg

### Musique de films
- Trevor Jones (Richard III, Brassed Off)
- Julian Nott (Wallace et Gromit : Le Mystère du lapin-garou, The Wrong Trousers, A Grand Day Out)
- Dario Marianelli (The Brothers Grimm, V for Vendetta, Pride and Prejudice, Atonement)

### Documentaire
- Nick Broomfield (Kurt and Courtney, Aileen: Life and Death of a Serial Killer)
- John Burgan (Memory of Berlin)
- Molly Dineen (Home from the Hill, The Heart of the Angel, Geri, The Ark)
- Kim Longinotto (Divorce Iranian Style, The Day I Will Never Forget, Sisters in Law, Hold Me Tight Let Me Go)
- Sean McAllister (The Minders, Settlers, The Liberace of Baghdad)
- Sandhya Suri (I is for India)

### Montage
- Alex Mackie (Judge Dredd, Bright Young Things)
- Lucia Zucchetti (en) (The Queen, Ratcatcher, Le Marchand de Venise)

### Production
- Michele Camarda (Wonderland, This Year's Love, Forever)
- Sebastian Cody (After Dark, The Secret Cabaret and other Open Media productions)
- Ben Lock (Purple and Brown (BAFTA winner TV), Tiny Planets)
- Rebekah Gilbertson (The Edge of Love, Patagonia)

### Scénario
- Ashley Pharoah (Life on Mars)

## Source
- (en) Cet article est partiellement ou en totalité issu de l’article de Wikipédia en anglais intitulé « National Film and Television School » (voir la liste des auteurs).